# Au fond du lac
Au fond du lac (Under the Lake en V.O., littéralement : Sous le lac) est le troisième épisode de la neuvième saison de la seconde série de la série télévisée britannique de science-fiction Doctor Who, diffusé sur BBC One le 3 octobre 2015. Cet épisode est le premier d'une histoire en deux parties.
La première partie de l'épisode se passe après la seconde partie - l'histoire se déroule dans l'ordre inverse : Au fond du lac est situé en 2119 et Avant l'inondation se déroule en 1980,.

## Distribution
- Peter Capaldi : Le Docteur
- Jenna Coleman : Clara Oswald
- Colin McFarlane : Moran
- Sophie Stone : Cass
- Zaqi Ismail : Lunn
- Morven Christie : O'Donnell
- Arsher Ali : Bennet
- Steven Robertson : Pritchard
- Paul Kaye : Prentis

### Version française
- Philippe Résimont : Le Docteur
- Marielle Ostrowski : Clara Oswald
- Claudio Dos Santos : Moran
- Françoise Fiocchi : Cass
- David Macaluso : Lunn
- Elisabeth Wautier : O'Donnel
- Olivier Premel : Bennet
- Frédéric Meaux : Pritchard

## Résumé
En 2119, dans une base sous-marine située près d'un ancien village submergé, un groupe de militaires et d'industriels découvre un étrange vaisseau dans les ruines. En l'examinant, ils remarquent plusieurs symboles gravés dans l'habitacle sans parvenir à les traduire. Soudain, les réacteurs s'allument et l'officier commandant Moran est tué. Quand ils s'éloignent dans les couloirs, ils retrouvent Moran sous une forme fantomatique, marchant à leur poursuite.
Plusieurs jours ont passé ; le Docteur et Clara atterrissent grâce au TARDIS dans la base, désormais désertée. Ils croisent le spectre de Moran ainsi qu'un autre fantôme qui s'approchent d'eux, puis s'éloignent sans leur faire de mal. Ensuite, en visitant la base, ils trouvent le vaisseau. Le Docteur s'étonne de voir les symboles que le TARDIS refuse de traduire pour lui. Après avoir observé les mystérieux symboles, les deux fantômes réapparaissent et l'un d'eux se saisit d'une hache à proximité. Le Docteur et Clara tentent alors de leur échapper, et finissent par entrer dans une cage de Faraday sous l'insistance des membres de l'équipe, qui s'y étaient apparemment réfugiés. Celle-ci les protège des fantômes pour une raison inconnue. Si le Docteur se montre sceptique à l'idée de voir de véritables fantômes, la chef, une femme sourde nommée Cass, lui explique en langue de signes (Lunn traduisant ce que Cass signe) que tout indique que c'est le cas : ils ont l'apparence de personnes mortes, passent à travers les murs (sauf la cage de Faraday), peuvent saisir des objets métalliques, et n'apparaissent que quand la base est en mode « nocturne ». Le Docteur finit donc par accepter l'idée et même être fasciné par celle-ci. Ensuite, les spectres réussissent à saboter le système qui gère le cycle jour/nuit, afin de réapparaître et tuer l'équipe. Ils prennent d'ailleurs Pritchard par surprise, qui croyait être rentré de son expédition sous-marine à temps et fut noyé dans le sas, devenant à son tour, un fantôme meurtrier. Il tentera d'éliminer une partie de l'équipe, qui sera sauvée par O'Donnel en reprenant la mainmise sur la gestion du cycle et en le remettant sur « diurne ». Mais le dérèglement de ce système n'est pas le seul méfait des fantômes : ceux-ci ont également envoyé un faux message de détresse pour tuer plus de personnes. (Cependant, le Docteur ordonnera à l'équipe de secours de rebrousser chemin en déclarant mettre la base sous quarantaine.)
Désormais livrés à eux-mêmes, Le Docteur a l'idée de piéger les fantômes dans la cage de Faraday pour les observer et en savoir plus sur eux. À mesure qu'ils sont plus nombreux, leur apparence est mieux visible et Cass parvient à lire sur leurs lèvres : ils répètent en boucle « l'obscurité, l'épée, le déserté, le temple ». Le Docteur décode le message : ce sont des coordonnées, un message d'une civilisation extra-terrestre pointant vers l'église du village englouti. Grâce à un navire télécommandé, le groupe découvre un caisson de stase dans le bâtiment sous l'eau, fermé. Le Docteur déduit également que les symboles sont une forme écrite des coordonnées, qui réécrivent les transmissions synaptiques afin qu'une fois mort, l'esprit de la personne devienne une antenne de transmission pour ces coordonnées.
Le Docteur veut donc remonter à l'époque où le village était à l'air libre, peu après l’atterrissage du vaisseau. Mais les fantômes parviennent à remplir les couloirs de la base d'eau, forçant le groupe à fuir vers le TARDIS. Clara, Cass et Lunn se retrouvent coincés alors que les autres fuient et le Docteur ne veut pas risquer d'approcher les fantômes avec le TARDIS. Les trois se réfugient dans la cantine de la base, quand ils aperçoivent le Docteur dans l'eau, devenu fantôme à son tour.

### Continuité
- O'Donnel reconnaît le Docteur et l'existence d'UNIT ne semble étonner personne.
- Le Docteur prétend connaître la langue des signes et dit à Cass " Vous êtes très belle ", cependant lorsque Cass commence à lui parler, il répond qu'en fait il ne la connait pas et qu'elle a été effacée (des banques de données du TARDIS) par le sémaphore. Le fait que le langage du Docteur soit lié au TARDIS était déjà évoqué dans l'épisode spécial L'Invasion de Noël.
- Le Docteur reconnait l'un des fantômes comme l'un des habitants de la planète Tivoli et l'on voyait l'un d'entre eux dans l'épisode du 11e Docteur Le Complexe divin [3].
- Se questionnant sur la nature exacte des fantômes, le Docteur élimine plusieurs possibilités : celle que cela soit des avatars de chair (La Chair vivante), des Autons ou des copies se trouvant dans la Nécrosphère (La Nécrosphère/Mort au paradis) [4].
- On peut voir dans les différentes cartes d'excuse que Clara soumet au Docteur que personne ne sera « exterminé ou upgradé » (en référence aux Daleks et aux Cybermen) et comporte une excuse pour avoir déposé quelqu'un à Aberdeen, en référence au lieu où le Docteur a ramené Sarah Jane Smith à la fin de l'épisode The Hand of Fear[5].
- On entend une nouvelle fois la cloche du cloître du TARDIS, introduite pour la première fois dans l'épisode du 4e Docteur Logopolis.